# Modiolus aurum
Modiolus aurum is een tweekleppigensoort uit de familie van de Mytilidae. De wetenschappelijke naam van de soort is voor het eerst geldig gepubliceerd in 1979 door Osorio Ruiz.